# Fellodistomum furcigerum
Fellodistomum furcigerum är en plattmaskart. Fellodistomum furcigerum ingår i släktet Fellodistomum och familjen Fellodistomatidae. Inga underarter finns listade i Catalogue of Life.